# Vlag van Zundert
De vlag van Zundert is in tijdens het bestaan van de Noord-Brabantse gemeente Zundert eenmaal aangepast. De eerste vlag werd op 25 januari 1962 per besluit van 3 januari dat jaar van de gemeenteraad als gemeentelijke vlag aangesteld. De tweede vlag werd aangenomen op 8 juni 1999. Aanleiding tot de wijziging waren de gemeentelijke herindelingen van 1989, waardoor een nieuwe gemeente Zundert was ontstaan.

## Omschrijvingen

### Eerste vlag
De officiële beschrijving van de eerste vlag luidt als volgt:
Vierkant, bestaande uit een blauw veld, waarop een uit de rechter- en linkerbenedenhoek uitspringende gele keper is aangebracht, waarvan de bovenzijde tot 5/6 van de totale hoogte van de vlag reikt.
De vlag is geheel blauw, met daarop een gele keper. De keper reikt niet volledig tot de bovenzijde van de vlag, maar stopt op 1/6 van de bovenrand. Het geheel staat symbool voor het gemeentewapen, op dat moment nog in de rijkskleuren, met weglating van de stukken. Het ontwerp was afkomstig van de Hoge Raad van Adel.

### Tweede vlag
De beschrijving van de tweede vlag luidt als volgt:
Twee horizontale banen van gelijke hoogte van wit en rood, een groene broekingdriehoek waarvan de punt tot halverwege de vlucht reikt, waarop een witte lelie van 1/2 vlaghoogte.
De vlag heeft in de broeking een groene driehoek met daarop een witte Franse lelie. In de vlucht twee horizontale banen, boven wit en onder rood. De Franse lelie en de keper zijn beide afkomstig uit het nieuwe wapen van Zundert.
De kleuren van de vlag komen zijn afkomstig uit het nieuwe wapen van Zundert. De witte baan staat voor de nieuwe gemeente Zundert, de rode voor de voormalige gemeente Rijsbergen. De witte lelie moet de rode uit het gemeentewapen vertegenwoordigen. Het ontwerp is ontstaan uit overleg tussen het gemeentebestuur en de Hoge Raad van Adel op basis van een vroeger rapport van de Noordbrabantse Commissie voor Wapen- en Vlaggenkunde dat echter betrekking had op de toen nog bestaande 'oude' gemeente Zundert.

## Verwante afbeeldingen
De kleuren van de vlaggen zijn ontleend aan de kleuren van het gemeentewapen. Na de gemeentelijke herindeling van 1998 zijn de die van het wapen van Zundert hersteld naar de oorspronkelijke kleuren.

Het wapen van Zundert (1817)
Het wapen van Zundert (2000)

Alphen-Chaam · Altena · Asten · Baarle-Nassau · Bergeijk · Bergen op Zoom · Bernheze · Best · Bladel · Boekel · Boxtel · Breda · Cranendonck · Deurne · Dongen · Drimmelen · Eersel · Eindhoven · Etten-Leur · Geertruidenberg · Geldrop-Mierlo · Gemert-Bakel · Gilze en Rijen · Goirle · Halderberge · Heeze-Leende · Helmond · 's-Hertogenbosch · Heusden · Hilvarenbeek · Laarbeek · Land van Cuijk · Loon op Zand · Maashorst · Meierijstad · Moerdijk · Nuenen, Gerwen en Nederwetten · Oirschot · Oisterwijk · Oosterhout · Oss · Reusel-De Mierden · Roosendaal · Rucphen · Sint-Michielsgestel · Someren · Son en Breugel · Steenbergen · Tilburg · Valkenswaard · Veldhoven · Vught · Waalre · Waalwijk · Woensdrecht · Zundert